# Municipio de Wall Lake (condado de Wright)
Wall Lake Township es un municipio del condado de Wright, Iowa, Estados Unidos. Según el censo de 2020, tiene una población de 107 habitantes.
Es una subdivisión exclusivamente geográfica, por cuanto el estado de Iowa no utiliza la herramienta de los townships como municipios.

## Geografía
El municipio está ubicado en las coordenadas 42°35′41″N 93°41′49″O / 42.59472, -93.69694. Según la Oficina del Censo, tiene una superficie total de 93.29 km², de los cuales 91.69 km² corresponden a tierra firme y 1.60 km² están cubiertos de agua.

## Demografía
Según el censo de 2020, hay 107 personas residiendo en la zona. La densidad de población es de 1.17 hab./km². El 98.13 % de los habitantes son blancos, el 0.93 % es isleño del Pacífico y el 0.93 % es de una mezcla de razas. Del total de la población, el 4.67 % son hispanos o latinos de cualquier raza.